# Lindsaea pentaphylla
Lindsaea pentaphylla là một loài dương xỉ trong họ Lindsaeaceae. Loài này được Hook. mô tả khoa học đầu tiên năm 1846.